# Ecovillage hannover

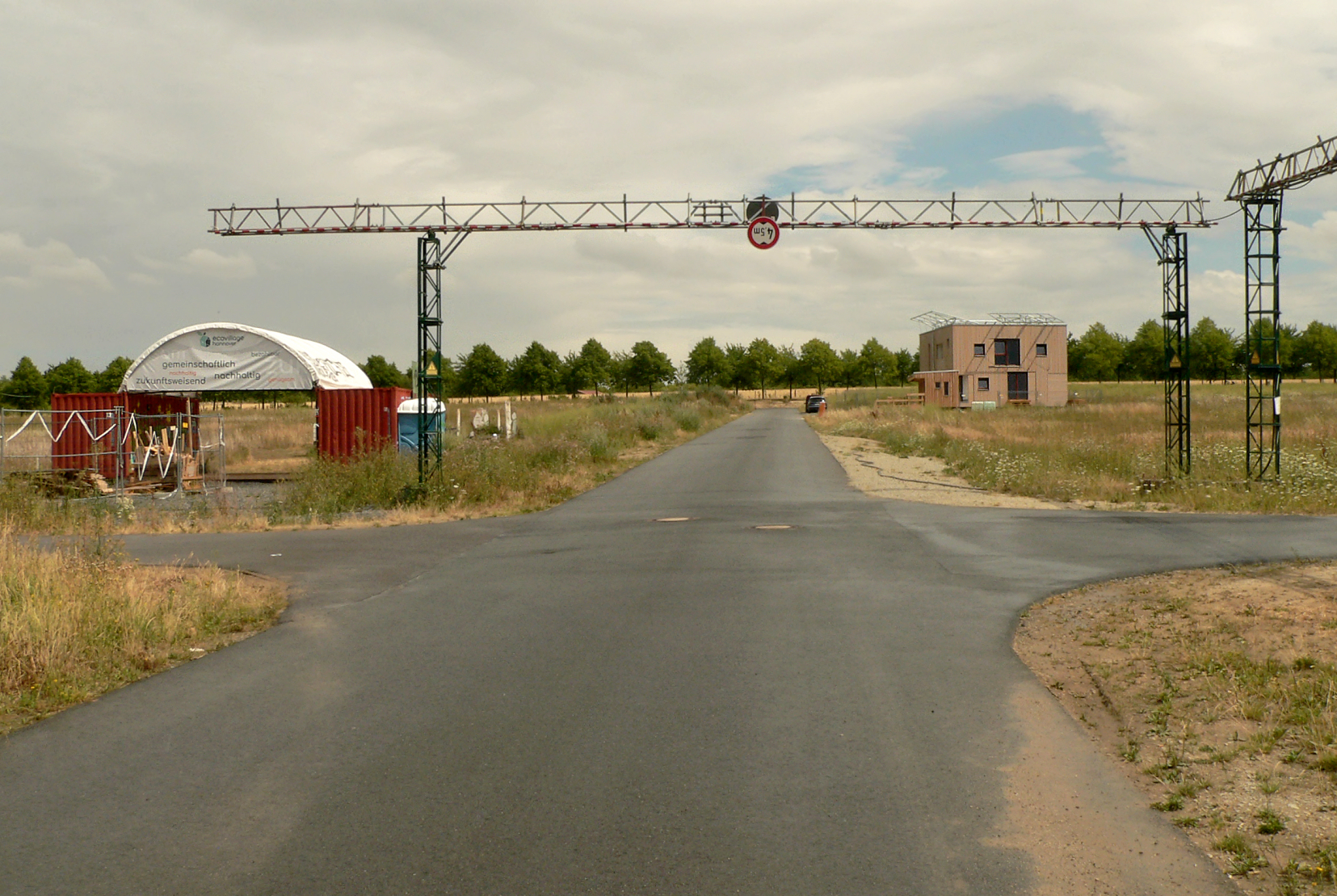
Gelände des ecovillage hannover mit Erschließungsstraßen, 2022

ecovillage hannover (deutsch: Ökodorf Hannover) war ein 2019 begonnenes Projekt zur Errichtung einer Ökosiedlung auf dem Kronsberg im Stadtteil Bemerode in Hannover. Durch eine Insolvenz im Jahr 2024 scheiterte das Projekt. Geplant war eine Siedlung mit 500 Wohneinheiten für bis zu 1000 Bewohner und 70 Tiny-Häuser.  

## Geschichte

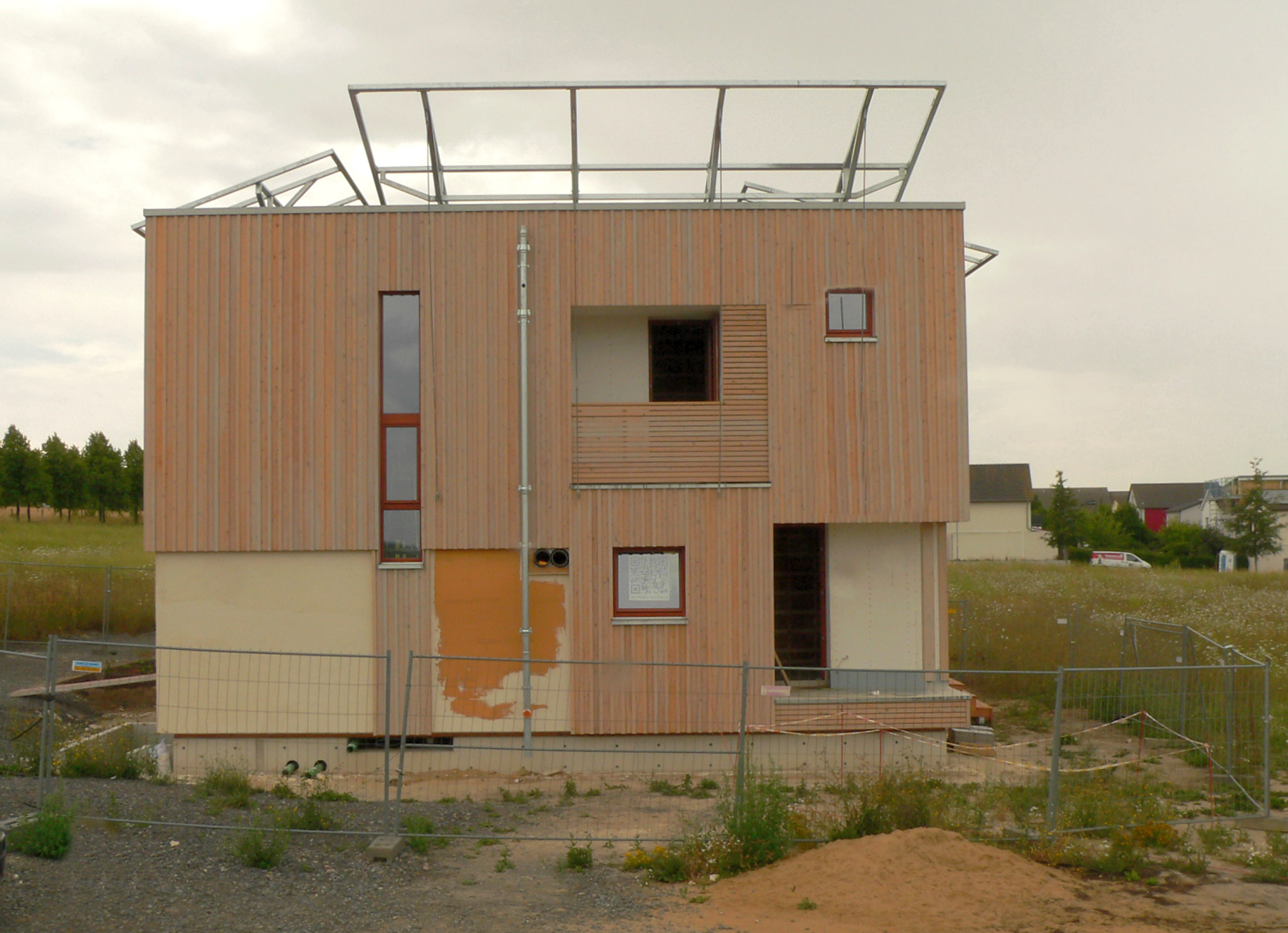
Das erste Gebäude als Versuchsbau für Baumaterialien, 2022

Zur Errichtung der Ökosiedlung gründeten 77 Personen 2019 die Wohnungsbaugenossenschaft ecovillage hannover eG, deren Mitgliederzahl bis 2022 auf etwa 773 Personen angestiegen war und 2023 über 900 Personen umfasste. Die Stadt Hannover verkaufte der Genossenschaft ein fünf Hektar großes Baugelände. Aufsichtsratsvorsitzender der Genossenschaft war der frühere hannoversche Umwelt- und Wirtschaftsdezernent Hans Mönninghoff (Bündnis 90/Die Grünen). Die inhaltliche Ausgestaltung der Siedlung erfolgte in einem Bottom-up-Prozess (von unten nach oben) durch Arbeitsgruppen zu verschiedenen Themen, unter anderem zu Flächenplanung, Mobilität und Digitales. Den Gestaltungswettbewerb für die Siedlung gewann 2020 mit rund 70 % der Stimmen aus den Reihen der Genossenschaftsmitglieder ein Team von zwei hannoverschen Planungsbüros.
In den anfänglichen Projektbeschreibungen wurde 2021 als geplanter Baubeginn genannt. Der Spatenstich auf dem Baugelände erfolgte im Mai 2021. Die Fertigstellung der Siedlung war fünf Jahre nach Baubeginn vorgesehen. Der Beginn des ersten Bauabschnitts wurde auf 2022 verschoben, da laut Medienberichten in der Finanzierung rund 5,6 Millionen Euro fehlten. Als Grund wurde das Aussetzen der KfW-Förderung für den Neubau energieeffizienter Gebäude genannt.
2022 wurde als erstes Gebäude ein zweistöckiger Holzbau errichtet, in dem die Genossenschaft ihren Sitz hatte. Zunächst diente es als Musterhaus, um Baumaterialien und Bauweisen zu testen. 2023 kam ein Tiny-Haus hinzu. Zwei der fünf Bauabschnitte sollten ursprünglich 2024 bezogen werden. Trotz der Beschaffung weiterer Förder- und Finanzmittel kam es zu einer Verschiebung des Baubeginns, da noch eine Finanzlücke von einer Million Euro bestand. Nachdem die Lücke durch die Aufstockung von Einlagen durch Genossenschaftsmitglieder geschlossen worden war, war Mitte 2023 offizieller Baubeginn in Gegenwart des niedersächsischen Ministerpräsidenten Stephan Weil (SPD). Dann wurde bekannt, dass von den 48 Millionen Euro Baukosten im ersten Abschnitt über 9 Millionen Euro fehlten, weil eine von drei Banken einen Kredit nicht gewähren wollte. Wegen Zahlungsunfähigkeit meldete die Genossenschaft 2023 Insolvenz an und führte das Insolvenzverfahren in Eigenverwaltung. Anschließend beabsichtigte sie, die Ökosiedlung in Kooperation mit einer anderen hannoverschen Wohnungsbaugenossenschaft zu erbauen, die sich nach einer Bedenkzeit gegen das Engagement entschied. Die Genossenschaft ecovillage hannover eG sah als letzte Möglichkeit zur Realisierung des Bauprojektes den Einstieg der neu gegründeten Landeswohnungsgesellschaft WohnRaum Niedersachsen (WRN). Als dieser ausblieb, stellte die Genossenschaft im Februar 2024 beim Amtsgericht Hannover einen Antrag auf Insolvenz wegen Zahlungsunfähigkeit. 2025 kaufte die Stadt Hannover das Baugelände für sechs Millionen Euro zurück, um es für eine Wohnnutzung zu entwickeln.

## Beschreibung

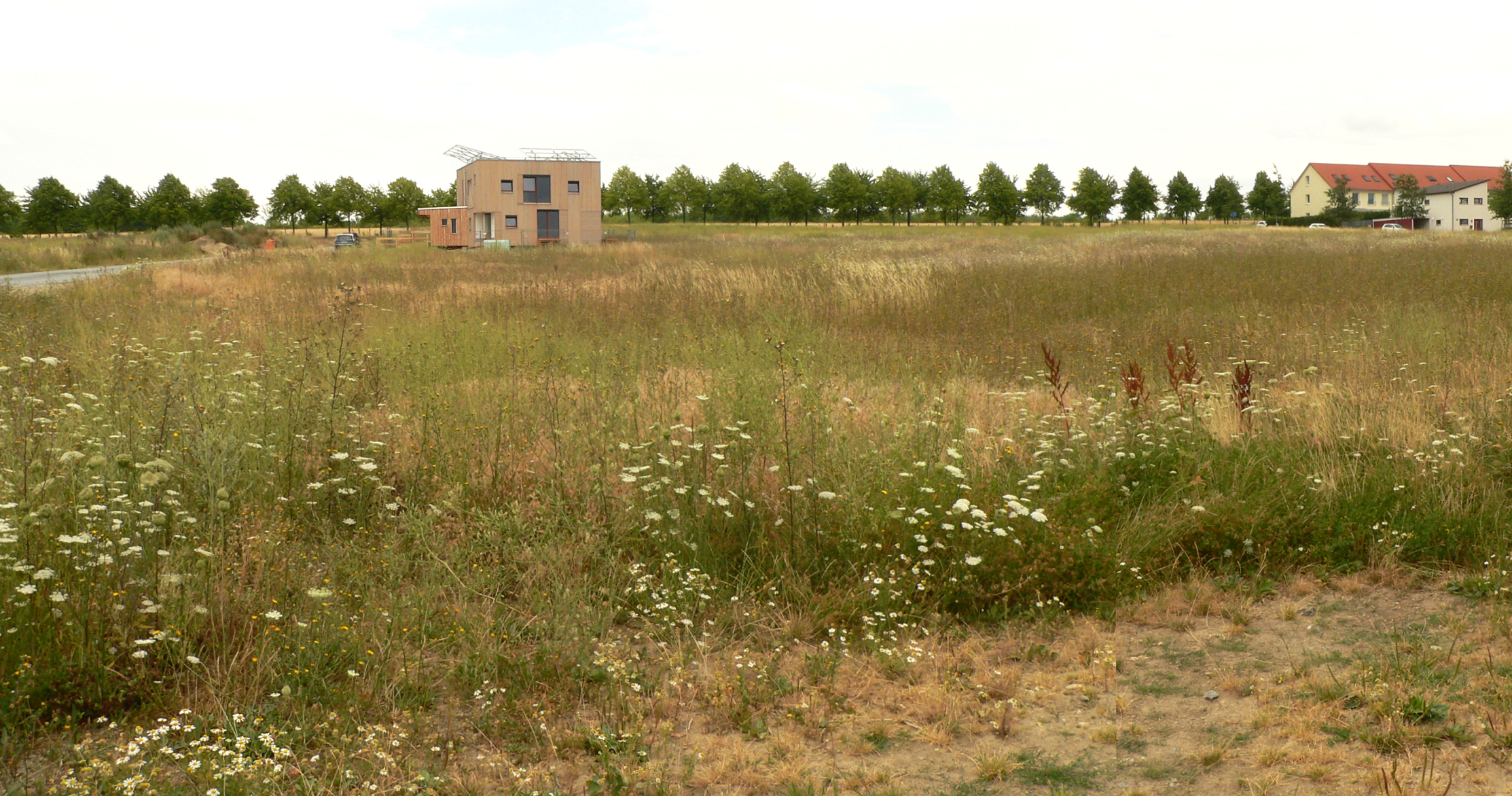
Das für den Bau der Siedlung vorgesehene Gelände unterhalb des Kamms des Kronsberges, 2022

Als Baugelände war ein Areal mit drei Parzellen am nördlichen Westhang des Kronsberges mit angrenzender Bebauung durch Einfamilienhäuser vorgesehen. Medien bezeichneten die geplante Ökosiedlung als Europas größtes Ökodorf. Es wurde als deutschlandweit einmalig bezeichnet, ein großes Wohnquartier klimaneutral zu errichten. Die Siedlung sollte auch klimaneutral betrieben werden mit Solarstrom sowie Erdwärme. Gebaut werden sollten zwei bis vierstöckige Holzhäuser in Passivhausbauweise, bei denen „Tiny-Living“ als Wohnkonzept zur Anwendung kommen sollte. Dieses ist gekennzeichnet durch Genügsamkeit, etwa durch die Reduzierung von individuell genutztem Wohnraum auf 20 bis 30 m² bei gleichzeitigem Angebot von Gemeinschaftsflächen. Dadurch würden Kosten eingespart und durch den geringeren Rohstoff- und Energieverbrauch würde ein Beitrag zum Umwelt- und Naturschutz geleistet werden. Zudem waren Grauwasserrecycling sowie Dach- und Fassadenbegrünung geplant. Im Rahmen eines von der EU geförderten Forschungsprojektes sollte der in der Siedlung anfallende Urin gesammelt und zu Dünger verarbeitet werden. Etwa 40 % der Wohnungen sollten als Sozialwohnungen gefördert werden, unter anderem ein Wohngebäude der gemeinnützigen Stiftung Villa ganZ. Im Zentrum der Siedlung sollte sich ein Dorfplatz befinden, der von einer Allmende umgeben ist. Der Anschluss an den ÖPNV sollte durch eine westlich der Siedlung vorbeiführende Linie der Stadtbahn Hannover erfolgen. Autofreies Wohnen sollte durch das weitestgehende Heraushalten von Fahrzeugverkehr aus der Siedlung ermöglicht werden. Beim Bau sollten insgesamt rund 100 Millionen Euro investiert werden.